# Amt Franzburg-Richtenberg

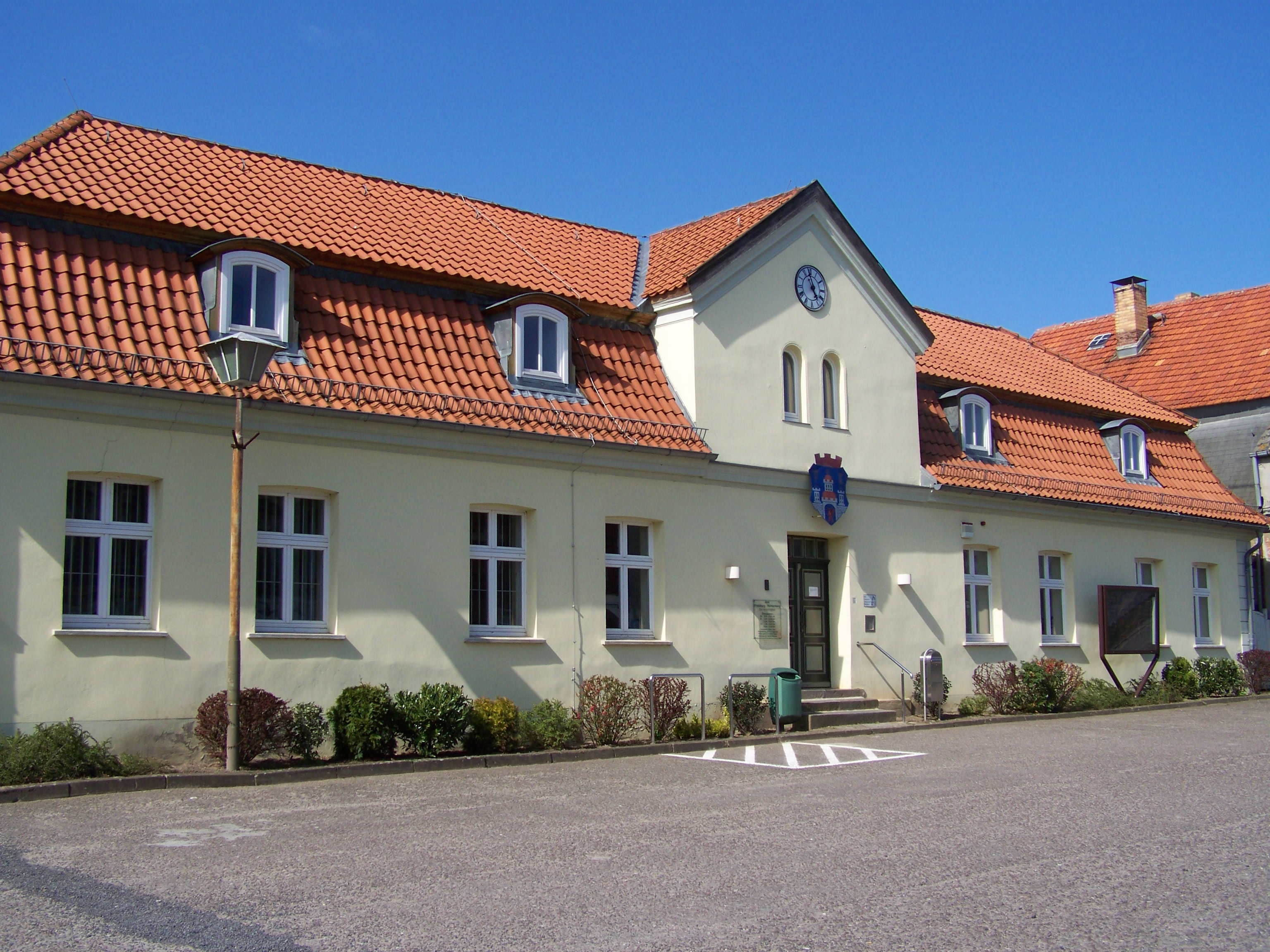
Schwedisches barockes Amtshaus; Sitz des Amtes Franzburg-Richtenberg (2008)

Im Amt Franzburg-Richtenberg (Landkreis Vorpommern-Rügen in Mecklenburg-Vorpommern) sind zwei Städte und acht Gemeinden zur Erledigung ihrer Verwaltungsgeschäfte zusammengeschlossen. Die Amtsverwaltung befindet sich in der amtsangehörigen Landstadt Franzburg. 

## Beschreibung
Das Amt wurde am 25. März 1992 aus den Städten Franzburg und Richtenberg sowie den Gemeinden Gremersdorf, Buchholz, Oebelitz, Millienhagen, Velgast und Weitenhagen gebildet. Am 6. Juli 1994 wurden die vormals selbständigen Gemeinden Altenhagen und Schuenhagen in die Gemeinde Velgast eingegliedert. Am 13. Juni 1999 schlossen sich die Gemeinden Gremersdorf und Buchholz zur Gemeinde Gremersdorf-Buchholz und die Gemeinden Oebelitz und Millienhagen zur Gemeinde Millienhagen-Oebelitz zusammen. Die Gemeinde Papenhagen kam am 1. Januar 2004 aus dem aufgelösten Amt Kronskamp zum Amt Franzburg-Richtenberg. Am 15. Februar 2004 kamen die Gemeinden Glewitz, Splietsdorf und Wendisch Baggendorf aus dem aufgelösten Amt Trebeltal hinzu.
Das Amtsgebiet hat eine große Nord-Süd-Ausdehnung (35 Kilometer) und reicht vom Barthetal in der Mitte des Landkreises über die Trebel-Niederung bis an die Grenze zum Landkreis Mecklenburgische Seenplatte im Süden. Das Gebiet ist flachwellig bis eben – die höchste Erhebung erreicht 38 m ü. NHN (bei Franzburg).

## Geschichte
Im 12./13. Jahrhundert war die Region kaum bevölkert und gehörte zum Festland des Fürstentums Rügen. Im Jahre 1232 genehmigte Rügenfürst Wizlaw I. dem Zisterzienserorden den Bau eines Klosters. Das dann neu entstandene Kloster Neuenkamp wurde von Mönchen aus dem Kloster Kamp am Niederrhein errichtet. Im Folgenden baute man eine Abteikirche. Das Kloster Neuenkamp wurde im Jahre 1535 durch ein Schloss ersetzt, die Abteikirche durch eine Schlosskirche.
1587 wurde durch den amtierenden Pommernherzog Bogislaw XIII. am Ort des ehemaligen Klosters die Stadt Franzburg gegründet.
Die heutige Stadt Franzburg hat ca. 1800 Einwohner. Touristenmagnete Franzburgs sind vor allem das alte Rathaus, die Schlosskirche sowie das 600 Hektar große Landschaftsschutzgebiet Hellberge.
Die Stadt Richtenberg existierte bereits vor der Gründung Neuenkamps und wurde bei der Klostergründung diesem übereignet. In Richtenberg erbauten die Mönche um 1400 eine dreischiffige Hallenkirche, die um 1500 noch um einen Kirchturm ergänzt wurde. Im Rathaus Richtenberg finden noch Trauungen statt. Richtenberg ist von jeher bekannt für ihre bis heute andauernde Kornbrennereitradition.
Der Ort Velgast zeichnet sich für das Amt heute vor allem durch seine Eisenbahnanbindung zu Hamburg, Rostock und Stralsund aus.

## Gemeinden mit Ortsteilen
- Stadt Franzburg mit Gersdin, Müggenhall und Neubauhof
- Glewitz mit Jahnkow, Langenfelde, Strelow, Turow, Voigtdorf, Wolthof und Zarnekow
- Gremersdorf-Buchholz mit Angerode, Buchholz, Eichholz, Gremersdorf, Grenzin, Hohenbarnekow, Neumühl, Pöglitz und Wolfsdorf
- Millienhagen-Oebelitz mit Dolgen, Millienhagen, Oebelitz, Steinfeld und Wolfshagen
- Papenhagen mit Hoikenhagen, Rolofshagen, Schönenwalde, Sievertshagen und Ungnade
- Stadt Richtenberg mit Zandershagen
- Splietsdorf mit Holthof, Müggenwalde, Quitzin und Vorland
- Velgast mit Altenhagen, Bussin, Hövet, Lendershagen, Manschenhagen, Neu Seehagen, Schuenhagen und Starkow
- Weitenhagen mit Alt Seehagen, Ausbau Behrenwalde, Behrenwalde, Behrenwalde Süd, Koitenhagen und Weitenhagen
- Wendisch Baggendorf mit Bassin, Borgstedt und Leyerhof